# Fachanwalt für Medizinrecht
Bei dem Titel eines Fachanwalts für Medizinrecht handelt es sich um eine Fachanwaltsbezeichnung des deutschen Berufsrechts der Rechtsanwälte.
Die Bezeichnung Fachanwalt für Medizinrecht wurde durch die 3. Satzungsversammlung der Bundesrechtsanwaltskammer auf ihrer Plenarsitzung am 22./23. November 2004 eingeführt.
Inhaltlich wird der Titel durch die in § 14b der Fachanwaltsordnung (FAO) genannten Rechtsgebiete, bezüglich derer der den Fachanwaltstitel führende Rechtsanwalt besondere Kenntnisse nachweisen muss, definiert. Konkret nennt § 14b FAO folgende Bereiche:
- 1. Recht der medizinischen Behandlung, insbesondere
  - a) zivilrechtliche Haftung,
  - b) strafrechtliche Haftung,
- 2. Recht der privaten und gesetzlichen Krankenversicherung, insbesondere Vertragsarzt- und Vertragszahnarztrecht, sowie Grundzüge der Pflegeversicherung,
- 3. Berufsrecht der Heilberufe, insbesondere
  - a) ärztliches Berufsrecht,
  - b) Grundzüge des Berufsrechts sonstiger Heilberufe,
- 4. Vertrags- und Gesellschaftsrecht der Heilberufe, einschließlich Vertragsgestaltung,
- 5. Vergütungsrecht der Heilberufe,
- 6. Krankenhausrecht einschließlich Bedarfsplanung, Finanzierung und Chefarztvertragsrecht,
- 7. Grundzüge des Arzneimittel- und Medizinprodukterechts,
- 8. Grundzüge des Apothekenrechts,
- 9. Besonderheiten des Verfahrens- und Prozessrechts.

Weiter erforderlich ist zum Erwerb des Titels eines Fachanwalts für Medizinrecht, wie bei allen Fachanwaltstiteln, der Nachweis besonderer praktischer Erfahrungen. Hier fordert § 5 S. 1 lit. i FAO den Nachweis von 60 durch den Bewerber bearbeitete Fälle, darunter mindestens 15 rechtsförmliche und 12 gerichtliche Verfahren. Die Fälle müssen sich insgesamt auf mindestens drei verschiedene der in § 14b  Nrn. 1-8 genannten Bereiche beziehen, wobei auf jeden einzelnen Bereich mindestens drei Fälle entfallen müssen.

## Statistik
Zum 1. Januar 2024 sind 1.972 Fachanwälte für Medizinrecht in Deutschland zugelassen.